# Sitona humeralis
Sitona humeralis är en skalbaggsart som beskrevs av Stephens 1831. Sitona humeralis ingår i släktet Sitona, och familjen vivlar. Arten är reproducerande i Sverige.